# جين سيمونز (صحفية)
جين سيمونز (بالإنجليزية: Jane Symons)‏ هي صحفية أسترالية، ولدت في 1959.